# 和氣洋美
和氣洋美（わけ ひろみ - ）は、日本の心理学者。神奈川大学名誉教授、神奈川大学プロジェクト研究所「視科学研究所」客員教授。専門は、知覚心理学(視覚と触覚)。

## 略歴
- 千葉大学文理学部心理学専攻
- 東京都立大学大学院人文科学研究科心理学専攻博士課程満期退学
- 名古屋大学医学部大学院研究科眼科学教室。医学博士(名古屋大学)
- 日本学術振興会奨励研究員
- 白鷗女子短期大学助教授
- 神奈川大学教授
- 同大学人間科学部学部長
- 同大学院人間科学研究科委員長
- 同大学プロジェクト研究所「視科学研究所」所長
- 同研究所客員教授[3]

## 著書
- 『触覚の錯視』（錯視の科学ハンドブック・岩波書店）
- 『視覚の世界・触覚の世界』（脳から心へ・岩波書店）
- 『触覚』（人間の許容限界ハンドブック・朝倉書店）